# Lijst van fractievoorzitters van de PSP in de Tweede Kamer
Hieronder staat een lijst van fractievoorzitters van Pacifistisch Socialistische Partij in de Tweede Kamer. De fractie van de PSP in de Tweede Kamer heeft sinds 1959 zes verschillende voorzitters gehad.
| Periode                               | Geboortedatum    | Foto | Fractievoorzitter | Opmerkingen                                               |
| ------------------------------------- | ---------------- | ---- | ----------------- | --------------------------------------------------------- |
| 11 maart 1959 - 20 april 1962         | 18 juni 1916     |      | Nico van der Veen | Stierf als lid van de Tweede Kamer                        |
| 21 april 1962 - 31 mei 1969           | 18 april 1914    |      | Henk Lankhorst    |                                                           |
| 3 juni 1969 - 6 december 1972         | 19 maart 1917    |      | Hans Wiebenga     |                                                           |
| 7 december 1972 tot 15 januari 1978   | 20 mei 1931      |      | Bram van der Lek  |                                                           |
| 15 januari 1978 tot 14 december 1985  | 13 december 1923 |      | Fred van der Spek | trad uit de PSP toen Van Es als lijsttrekker werd gekozen |
| 14 december 1985 tot 5 september 1989 | 26 januari 1953  |      | Andrée van Es     | eerste vrouwelijke fractievoorzitter van de PSP           |